# 환경용량
환경용량(環境容量)은 환경문제에 대해 자연환경이 스스로 정화할 수 있는 능력이며, 자연환경이 스스로 정화하여 생활환경의 질적 수준을 일정하게 유지하고 자원을 재생산할 수 있는 능력을 양으로 환산한 것을 말한다.